# Harder, Better, Faster, Stronger
"Harder, Better, Faster, Stronger" is een nummer van het Franse muziekduo Daft Punk. Het nummer werd uitgebracht op hun album Discovery uit 2001. Op 13 oktober van dat jaar werd het nummer uitgebracht als de vierde single van het album.

## Achtergrond
"Harder, Better, Faster, Stronger" is geschreven en geproduceerd door Daft Punk-leden Thomas Bangalter en Guy-Manuel de Homem-Christo. Ook Edwin Birdsong wordt genoemd als schrijver, aangezien het nummer een sample bevat van zijn nummer "Cola Bottle Baby". Het nummer bevat robotische zang van Daft Punk.
"Harder, Better, Faster, Stronger" bereikte de zeventiende plaats in de hitlijsten in hun thuisland Frankrijk, terwijl in het Verenigd Koninkrijk de 25e positie werd behaald. In Nederland en Vlaanderen kwam het niet in de hitlijsten terecht, alhoewel in Vlaanderen de achtste plaats werd behaald in de tiplijst voor de Ultratop 50. In 2007 verscheen een liveversie van het nummer op het album Alive 2007, welke op 15 oktober van dat jaar werd uitgebracht als single. In 2009 won deze versie een Grammy Award in de categorie Best Dance Recording.
In de geanimeerde videoclip van "Harder, Better, Faster, Stronger" zijn de vier karakters die op de hoes van de single verschenen te zien in een elektronische faciliteit. Zij worden door machines getransformeerd in echte mensen. De clip werd eerst uitgebracht als video ter promotie van de single en verscheen in 2003 ook in de film Interstella 5555: The 5tory of the 5ecret 5tar 5ystem, dat dient als visualisatie van het album Discovery. De videoclip van de liveversie bevat beelden die door het publiek waren gefilmd en is geïnspireerd door de concertfilm Awesome; I Fuckin' Shot That! van de Beastie Boys.
Een sample van "Harder, Better, Faster, Stronger" is prominent aanwezig in het nummer "Stronger" van Kanye West. Samen met Daft Punk bracht hij dit nummer ten gehore tijdens de Grammy Awards van 2008. Bandlid Guy-Manuel de Homem-Christo verklaarde later dat "Stronger" "geen samenwerking in de studio was, maar de vibe van de muziek die wij maken kwam onafhankelijk samen in wat [West] met het nummer deed." Over de liveversie verklaarde hij dat het "vanaf de start een echte samenwerking was. We deden het echt hand in hand." Andere coverversies en remixen van het nummer zijn gemaakt door onder anderen Neil Cicierega en Diplo. Daarnaast kwam het nummer voor in de trailer van de film Ralph Breaks the Internet.

## NPO Radio 2 Top 2000
| Nummer met noteringen in de NPO Radio 2 Top 2000 | '16  | '17  | '18  | '19  | '20  | '21  | '22  |
| ------------------------------------------------ | ---- | ---- | ---- | ---- | ---- | ---- | ---- |
| Harder, Better, Faster, Stronger                 | 1003 | 1156 | 1372 | 1805 | 1882 | 1536 | 1869 |

1. ↑  Een vetgedrukt getal geeft de hoogste notering aan.
2. ↑  2016 was het eerste jaar met een notering voor dit nummer.
3. ↑  Deze tabel is bijgewerkt tot en met de laatste editie (2024).